# Hrabstwo Henrico

Piramida wieku hrabstwa

Hrabstwo Henrico – hrabstwo w Stanach Zjednoczonych, w stanie Wirginia, według spisu z 2000 roku liczba ludności wynosiła 285000. Siedzibą hrabstwa jest stolica Wirginii, Richmond.

## Geografia
Według spisu hrabstwo zajmuje powierzchnię 634 km², z czego 617 km² stanowią lądy, a 17 km² – wody.

### CDP
- Chamberlayne
- Dumbarton
- East Highland Park
- Glen Allen
- Highland Springs
- Innsbrook
- Lakeside
- Laurel
- Montrose
- Sandston
- Short Pump
- Tuckahoe
- Wyndham